# Antocha (Antocha) tuberculata
Antocha (Antocha) tuberculata is een tweevleugelige uit de familie steltmuggen (Limoniidae). De soort komt voor in het Palearctisch gebied.